# Leeds United Football Club
|  | Per a altres significats, vegeu «Leeds (desambiguació)». |

El Leeds United Football Club és un club professional de futbol de la ciutat de Leeds a Anglaterra.

## Història
Els orígens del club els trobem en el Leeds City F.C., fundat el 1904. Amb la desaparició del City per irregularitats es creà el nou Leeds United F.C. que ingressà a la Midland League. El maig del 1920 fou escollit per ingressar a la Football League. Consolidat a la Segona Divisió, el 1924 aconseguí l'ascens a Primera, que durant trenta anys anà combinant amb la Segona. El 1956 aconseguí un nou ascens a primera divisió amb jugadors destacats com John Charles i Jack Charlton. Però amb la venda de Charles a la Juventus el Leeds tornà a Segona el 1960.
El club experimentà la seva primera època d'èxits amb l'arribada de Don Revie a la banqueta del club el 1961. Es formà un bon conjunt amb homes com Bobby Collins, Norman Hunter, Paul Reaney, Gary Sprake, Billy Bremner i Johnny Giles; i als setanta Allan Clarke. El club guanyà dues lligues, una copa i dues Copes de Fires entre d'altres. L'any 1988, després d'uns anys de resultats fluixos, arriba a la banqueta un nou entrenador que inicià una nova tongada d'èxits, Howard Wilkinson. Noves figures com Gordon Strachan, David Batty o Gary McAllister portaren al club a un nou títol de lliga el 1992.

## Colors
El Leeds United vesteix samarreta blanca amb detalls blaus i grocs i pantaló blanc.

## Palmarès
- Lliga anglesa: 3 (1968-69, 1973-74, 1991-92)
- Copa anglesa: 1 (1972)
- Copa de la Lliga anglesa: 1 (1968)
- Copa de les Ciutats en Fires: 2 (1968, 1971)

## Jugadors

### Plantilla 2025-26
A 9 agost 2025
| N. | Pos. | Nac. | Jugador               |
| -- | ---- | --- | --------------------- |
| 1  | POR  | [[Fitxer:Flag of Brazil.svg\|23x15px\|border \|alt=Brasil\|link=Selecció de futbol del Brasil\|{{#if:\|]]                                   | Lucas Perri           |
| 2  | DEF  | [[Fitxer:Flag of England.svg\|23x15px\|border \|alt=Anglaterra\|link=Selecció de futbol d'Anglaterra\|{{#if:\|]]                            | Jayden Bogle          |
| 3  | DEF  | [[Fitxer:Flag of Sweden.svg\|23x15px\|border \|alt=Suècia\|link=Selecció de futbol de Suècia\|{{#if:\|]]                                    | Gabriel Gudmundsson   |
| 4  | MIG  | [[Fitxer:Flag of Wales 2.svg\|23x15px\|border \|alt=Gal·les\|link=Selecció de futbol de Gal·les\|{{#if:\|]]                                 | Ethan Ampadu (capità) |
| 5  | DEF  | [[Fitxer:Flag of the Netherlands.svg\|23x15px\|border \|alt=Països Baixos\|link=Selecció de futbol dels Països Baixos\|{{#if:\|]]           | Pascal Struijk        |
| 6  | DEF  | [[Fitxer:Flag of Wales 2.svg\|23x15px\|border \|alt=Gal·les\|link=Selecció de futbol de Gal·les\|{{#if:\|]]                                 | Joe Rodon             |
| 7  | MIG  | [[Fitxer:Flag of Wales 2.svg\|23x15px\|border \|alt=Gal·les\|link=Selecció de futbol de Gal·les\|{{#if:\|]]                                 | Daniel James          |
| 8  | MIG  | [[Fitxer:Flag of England.svg\|23x15px\|border \|alt=Anglaterra\|link=Selecció de futbol d'Anglaterra\|{{#if:\|]]                            | Sean Longstaff        |
| 9  | DAV  | [[Fitxer:Flag of England.svg\|23x15px\|border \|alt=Anglaterra\|link=Selecció de futbol d'Anglaterra\|{{#if:\|]]                            | Patrick Bamford       |
| 10 | DAV  | [[Fitxer:Flag of the Netherlands.svg\|23x15px\|border \|alt=Països Baixos\|link=Selecció de futbol dels Països Baixos\|{{#if:\|]]           | Joël Piroe            |
| 11 | MIG  | [[Fitxer:Flag of the United States.svg\|23x15px\|border \|alt=Estats Units d'Amèrica\|link=Selecció de futbol dels Estats Units\|{{#if:\|]] | Brenden Aaronson      |
| 14 | DAV  | [[Fitxer:Flag of Germany.svg\|23x15px\|border \|alt=Alemanya\|link=Selecció de futbol d'Alemanya\|{{#if:\|]]                                | Lukas Nmecha          |
| 15 | DEF  | [[Fitxer:Flag of Slovenia.svg\|23x15px\|border \|alt=Eslovènia\|link=Selecció de futbol d'Eslovènia\|{{#if:\|]]                             | Jaka Bijol            |

| N. | Pos. | Nac. | Jugador            |
| -- | ---- | --- | ------------------ |
| 17 | DAV  | [[Fitxer:Flag of Belgium (civil).svg\|23x15px\|border \|alt=Bèlgica\|link=Selecció de futbol de Bèlgica\|{{#if:\|]]             | Largie Ramazani    |
| 18 | MIG  | [[Fitxer:Flag of Germany.svg\|23x15px\|border \|alt=Alemanya\|link=Selecció de futbol d'Alemanya\|{{#if:\|]]                    | Anton Stach        |
| 21 | POR  | [[Fitxer:Flag of England.svg\|23x15px\|border \|alt=Anglaterra\|link=Selecció de futbol d'Anglaterra\|{{#if:\|]]                | Alex Cairns        |
| 22 | MIG  | [[Fitxer:Flag of Japan.svg\|23x15px\|border \|alt=Japó\|link=Selecció de futbol del Japó\|{{#if:\|]]                            | Ao Tanaka          |
| 23 | DEF  | [[Fitxer:Flag of Belgium (civil).svg\|23x15px\|border \|alt=Bèlgica\|link=Selecció de futbol de Bèlgica\|{{#if:\|]]             | Sebastiaan Bornauw |
| 25 | DEF  | [[Fitxer:Flag of England.svg\|23x15px\|border \|alt=Anglaterra\|link=Selecció de futbol d'Anglaterra\|{{#if:\|]]                | Sam Byram          |
| 26 | POR  | [[Fitxer:Flag of Wales 2.svg\|23x15px\|border \|alt=Gal·les\|link=Selecció de futbol de Gal·les\|{{#if:\|]]                     | Karl Darlow        |
| 29 | DAV  | [[Fitxer:Flag of Italy.svg\|23x15px\|border \|alt=Itàlia\|link=Selecció de futbol d'Itàlia\|{{#if:\|]]                          | Wilfried Gnonto    |
| 33 | DEF  | [[Fitxer:Flag of Switzerland.svg\|23x16px\|border \|alt=Suïssa\|link=Selecció de futbol de Suïssa\|{{#if:\|]]                   | Isaac Schmidt      |
| 38 | MIG  | [[Fitxer:Flag of England.svg\|23x15px\|border \|alt=Anglaterra\|link=Selecció de futbol d'Anglaterra\|{{#if:\|]]                | Jack Harrison      |
| 44 | MIG  | [[Fitxer:Flag of Bulgaria.svg\|23x15px\|border \|alt=Bulgària\|link=Selecció de futbol de Bulgària\|{{#if:\|]]                  | Ilia Gruev         |
| —  | POR  | [[Fitxer:Flag of France (1794–1815, 1830–1974).svg\|23x15px\|border \|alt=França\|link=Selecció de futbol de França\|{{#if:\|]] | Illan Meslier      |
| —  | DAV  | [[Fitxer:Flag of England.svg\|23x15px\|border \|alt=Anglaterra\|link=Selecció de futbol d'Anglaterra\|{{#if:\|]]                | Sam Greenwood      |

### Cedits a altres equips
| N. | Pos. | Nac. | Jugador                                                    |
| -- | ---- | --- | ---------------------------------------------------------- |
| 19 | DAV  | [[Fitxer:Flag of Spain.svg\|23x15px\|border \|alt=Espanya\|link=Selecció de futbol d'Espanya\|{{#if:\|]]         | Mateo Joseph (al RCD Mallorca fins al 30 de juny de 2026)  |
| 30 | DAV  | [[Fitxer:Flag of England.svg\|23x15px\|border \|alt=Anglaterra\|link=Selecció de futbol d'Anglaterra\|{{#if:\|]] | Joe Gelhardt (al Hull City AFC fins al 30 de juny de 2026) |

| N. | Pos. | Nac. | Jugador                                                        |
| -- | ---- | --- | -------------------------------------------------------------- |
| 39 | DEF  | [[Fitxer:Flag of Austria.svg\|23x15px\|border \|alt=Àustria\|link=Selecció de futbol d'Àustria\|{{#if:\|]] | Maximilian Wöber (al Werder Bremen fins al 30 de juny de 2026) |

## Jugadors històrics destacats
| - Billy Bremner - Jack Charlton - Trevor Cherry - Allan Clarke - Bobby Collins - Terry Cooper - Frank Gray - Johnny Giles - Eddie Gray - David Harvey - Norman Hunter - Albert Johanneson - Mick Jones - Joe Jordan - Peter Lorimer - Paul Madeley - Gordon McQueen - Paul Reaney - Gary Sprake - Terry Yorath |  | - David Batty - Lee Bowyer - Tomas Brolin - Paul Butler - Eric Cantona - Lee Chapman - John Charles - Wilf Copping - Tony Currie - Tony Dorigo - Rio Ferdinand - Brian Flynn - Robbie Fowler - Arthur Graham - Brian Greenhoff - Jimmy Greenhoff - Grenville Hair - Ian Harte - Jimmy Floyd Hasselbaink - David Healy |  | - Johnny Giles - Rob Hulse - Vinnie Jones - Robbie Keane - Gary Kelly - Harry Kewell - Nigel Martyn - Gary McAllister - Lucas Radebe - Ian Rush - Lee Sharpe - John Sheridan - Alan Smith - Gary Speed - Gordon Strachan - Neil Sullivan - Mark Viduka - Jonathan Woodgate - Tony Yeboah - Luciano Becchio |  |  |